# Tenue traditionnelle thaïlandaise
 (mai 2021).
La mise en forme du texte ne suit pas les recommandations de Wikipédia : il faut le « wikifier ».
Les points d'amélioration suivants sont les cas les plus fréquents :
- Les titres sont pré-formatés par le logiciel. Ils ne sont ni en capitales, ni en gras.
- Le texte ne doit pas être écrit en capitales (les noms de famille non plus), ni en gras, ni en italique, ni en « petit »…
- Le gras n'est utilisé que pour surligner le titre de l'article dans l'introduction, une seule fois.
- L'italique est rarement utilisé : mots en langue étrangère, titres d'œuvres, noms de bateaux, etc.
- Les citations ne sont pas en italique mais en corps de texte normal. Elles sont entourées par des guillemets français : « et ».
- Les listes à puces sont à éviter, des paragraphes rédigés étant largement préférés. Les tableaux sont à réserver à la présentation de données structurées (résultats, etc.).
- Les appels de note de bas de page (petits chiffres en exposant, introduits par l'outil «  Source ») sont à placer entre la fin de phrase et le point final[comme ça].
- Les liens internes (vers d'autres articles de Wikipédia) sont à choisir avec parcimonie. Créez des liens vers des articles approfondissant le sujet. Les termes génériques sans rapport avec le sujet sont à éviter, ainsi que les répétitions de liens vers un même terme.
- Les liens externes sont à placer uniquement dans une section « Liens externes », à la fin de l'article. Ces liens sont à choisir avec parcimonie suivant les règles définies. Si un lien sert de source à l'article, son insertion dans le texte est à faire par les notes de bas de page.
- La présentation des références doit suivre les conventions bibliographiques. Il est recommandé d'utiliser les modèles {{Ouvrage}}, {{Chapitre}}, {{Article}}, {{Lien web}} et/ou {{Bibliographie}}. Le mode d'édition visuel peut mettre en forme automatiquement les références.
- Insérer une infobox (cadre d'informations à droite) n'est pas obligatoire pour parachever la mise en page.

Pour une aide détaillée, merci de consulter Aide:Wikification.
Si vous pensez que ces points ont été résolus, vous pouvez retirer ce bandeau et améliorer la mise en forme d'un autre article.

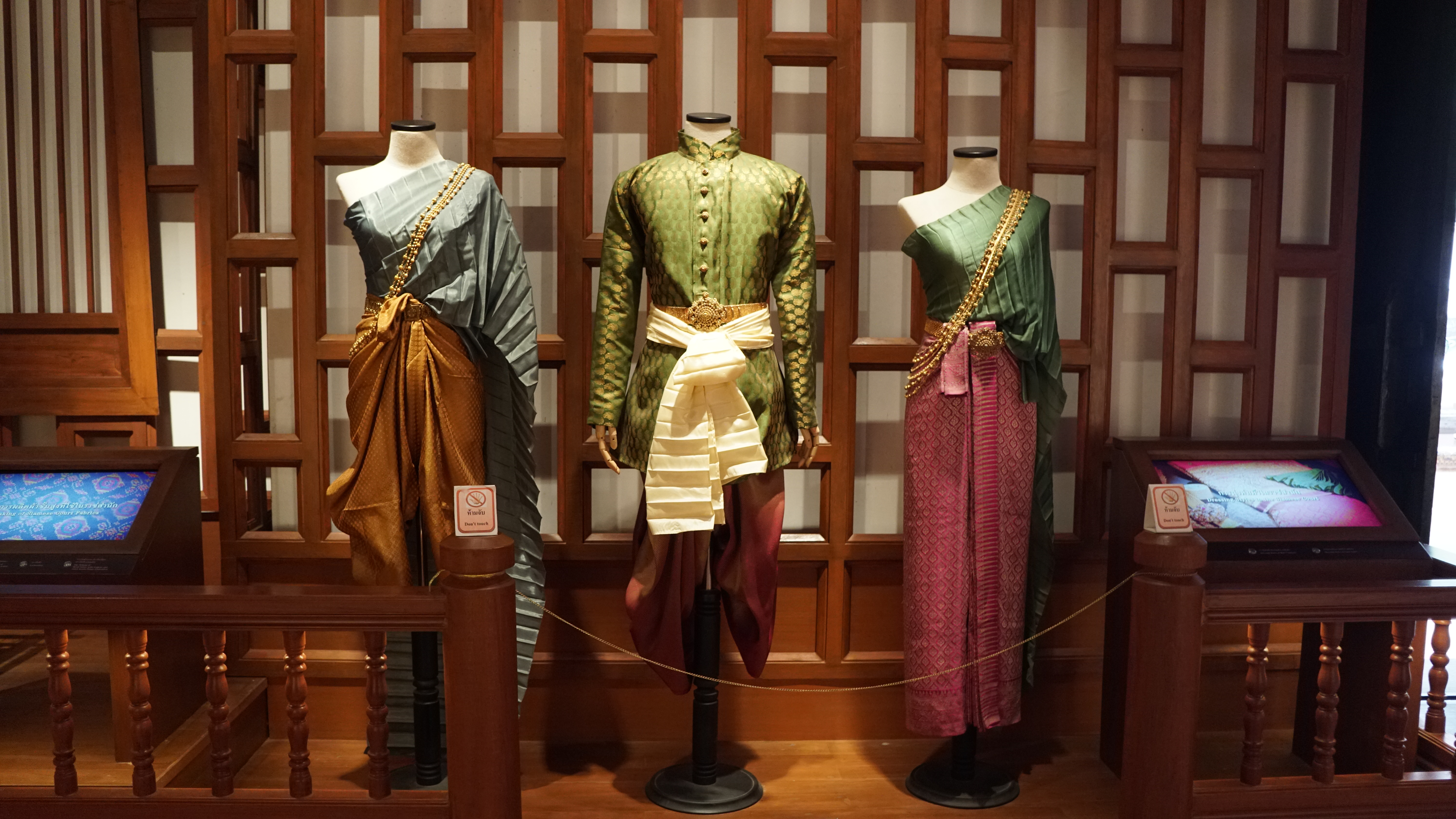
Costumes traditionnels thaïlandais, Musée national de Bangkok.

Les vêtements traditionnels thaïlandais sont appelés chut thai (thaï : ชุดไทย), qui signifie littéralement en français «tenue thaïlandaise».
Il peut être porté par les hommes, les femmes et les enfants. Le chut thai pour femme se compose généralement d'un pha nung ou d'un pha chung hang, d'un chemisier et d'un pha biang . Les femmes du nord et du nord-est peuvent porter un pha sin au lieu d'un pha nung et un pha chung hang avec un chemisier ou un suea pat. Chut thai pour hommes comprend un pantalon ou un pantalon pha chung, une chemise à motif Raj, avec des chaussettes blanches en option jusqu'aux genoux et un pha biang. Chut Thai pour les hommes du nord de la Thaïlande est composé d'un kangkeng sado, d'une veste blanche de style mandchou et parfois d'un khian hua. Lors d'occasions formelles, les gens peuvent choisir de porter un soi-disant costume national thaïlandais formel.

## Histoire

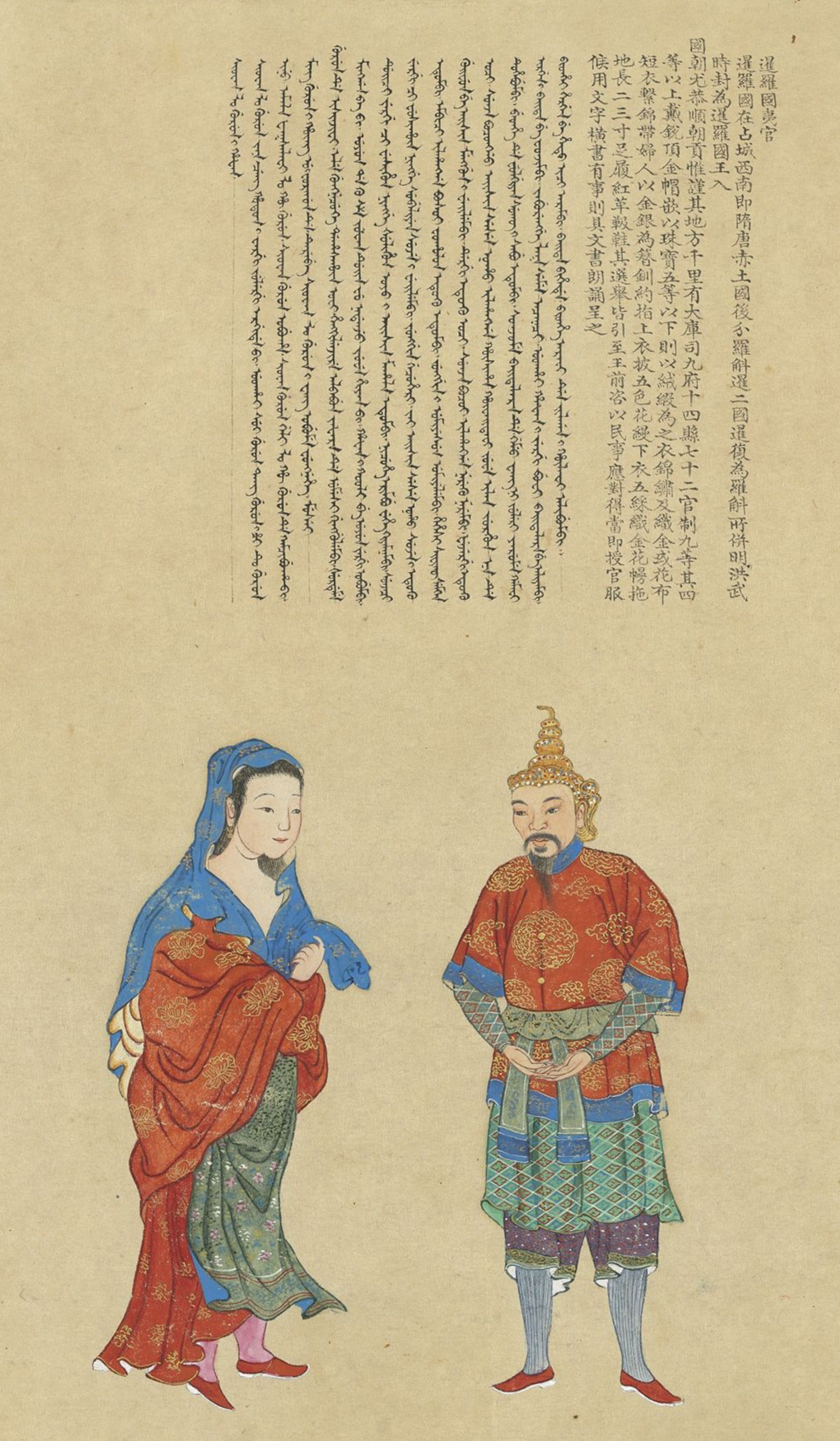
Portrait d'un fonctionnaire de l'État siamois, l'un des portraits de la collection de portraits de l'offrande périodique des Qing impériaux de Xie Sui, peinture du XVIIIe siècle au Musée national du palais de Taipei.

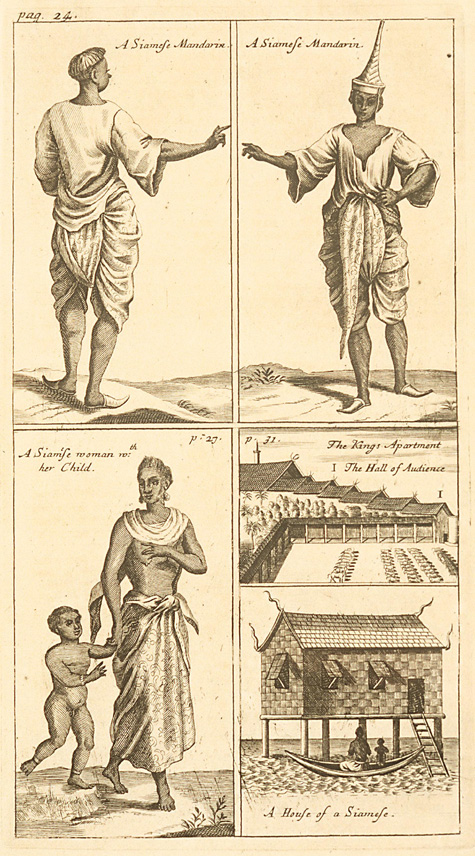
Du Royaume de Siam de Simon de La Loubère montre un fonctionnaire siamois portant un lomphok et un pha chung hang, et l'image d'une maison traditionnelle thaïlandaise.

Historiquement, les hommes et les femmes thaïlandais se sont vêtus d'un pagne appelé pha chung hang . Les hommes portaient leur pendentif pha chung pour couvrir la taille jusqu'à mi-hauteur de la cuisse, tandis que les femmes portaient leur pha chung pendu le long de la taille bien en dessous du genou. Les membres de la noblesse portaient des robes de soie appelées khrui et un grand chapeau pointu appelé lomphok pour assister aux affaires royales. Les poitrines nues et les pieds nus ont été acceptés dans le cadre du code vestimentaire formel thaïlandais et sont observés dans les peintures murales, les manuscrits illustrés et les premières photographies jusqu'au milieu des années 1800. Avant le XXe siècle, les principaux marqueurs qui distinguaient la classe dans les vêtements thaïlandais étaient l'utilisation de tissus de coton et de soie avec des motifs imprimés ou tissés, mais les roturiers et les membres de la famille royale portaient des vêtements enveloppés et non cousus.
Avant les années 1700, les hommes et les femmes thaïlandais gardaient tous les cheveux longs. Cependant, après les guerres de Birmanie-siamois de 1759-1760 et 1765-1767 et invasions répétées birmans dans Ayuthaya, les femmes thaïlandaises ont commencé à couper leurs cheveux de façon beaucoup plus courte, qui est restée la coiffure nationale jusqu'aux années 1900.
À partir des années 1860, les membres de la famille royale thaïlandaise ont adopté « sélectivement » l'étiquette corporelle et vestimentaire victorienne pour façonner des personnages modernes qui ont été diffusés au niveau national et international au moyen d'images reproduites mécaniquement. Les vêtements cousus, y compris les tenues de cour et les uniformes de cérémonie, ont été inventés sous le règne du roi Chulalongkorn. Les formes occidentales de vêtements sont devenues populaires parmi les citadins de Bangkok au cours de cette période. Au début des années 1900, le roi Chulalongkorn encouragea les femmes thaïlandaises à porter les cheveux longs au lieu des cheveux courts traditionnels qui devinrent plus tard une tendance sous le règne du roi Vajiravudh avec le port du pha sin (ผ้า ซิ่น), une jupe tubulaire, au lieu du pha chung accrocher (โจงกระเบน), une enveloppe de tissu.
Le 15 janvier 1941, Plaek Pibulsonggram a émis un mandat culturel thaïlandais pour moderniser et occidentaliser la robe thaïlandaise, en considérant; les coutumes de longue date de porter des sous-vêtements, de ne pas porter de chemise ou de porter un tissu enveloppant, comme des formes de tenue publique inappropriée.

## Costumes traditionnels

### Pha chung hang
Pha chung hang (thaï : ผ้าจูงหาง ) ou Chang kben (thaï : โจงกระเบน ) est un tissu enveloppant pour le bas du corps. C'est synonyme de sampot khmer. Le pha chung hang est un long tissu rectangulaire porté autour du bas du corps. La robe traditionnelle est similaire aux dhoti d'Asie du Sud. Le pha chung hang ressemble plus à un pantalon qu'à une jupe. C'est un morceau de tissu rectangulaire mesurant trois mètres de long et un mètre de large. Il se porte en s'enroulant autour de la taille, en l'étirant loin du corps, en tordant les extrémités ensemble puis en tirant le tissu torsadé entre les jambes et en le rentrant à l'arrière de la taille.

### Pha nung

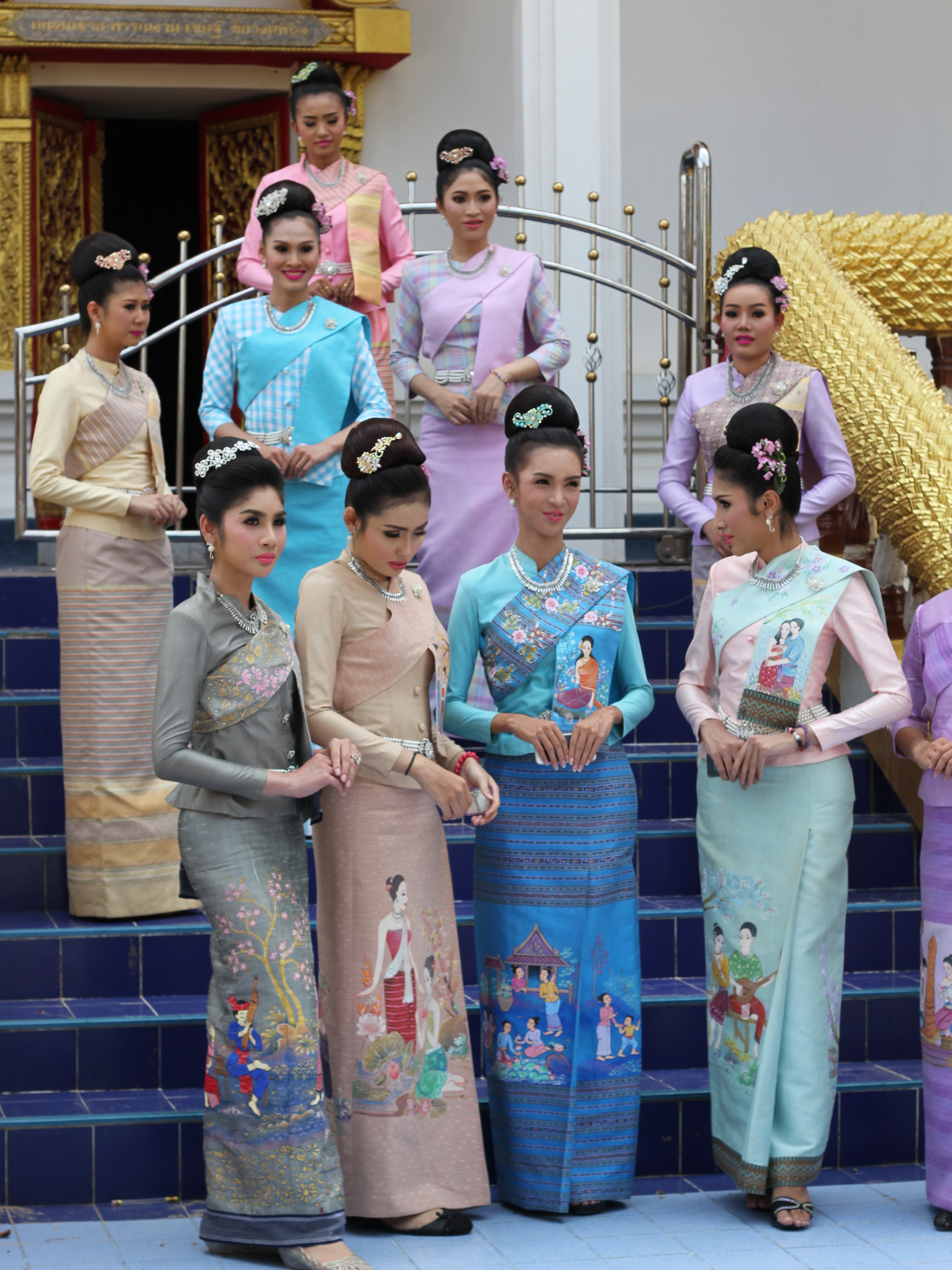
Femmes thaïlandaises vêtues d'une robe "pha sin" pour le Rocket Festival, Roi Et.

Le pha nung (thaï : ผ้านุ่ง  ), également connu sous le nom de pha sin (thaï : ผ้าซิ่น  ) ou pha thung (thaï : ผ้าถุง  ), est un long tissu porté autour de la taille qui ressemble à une jupe longue,.

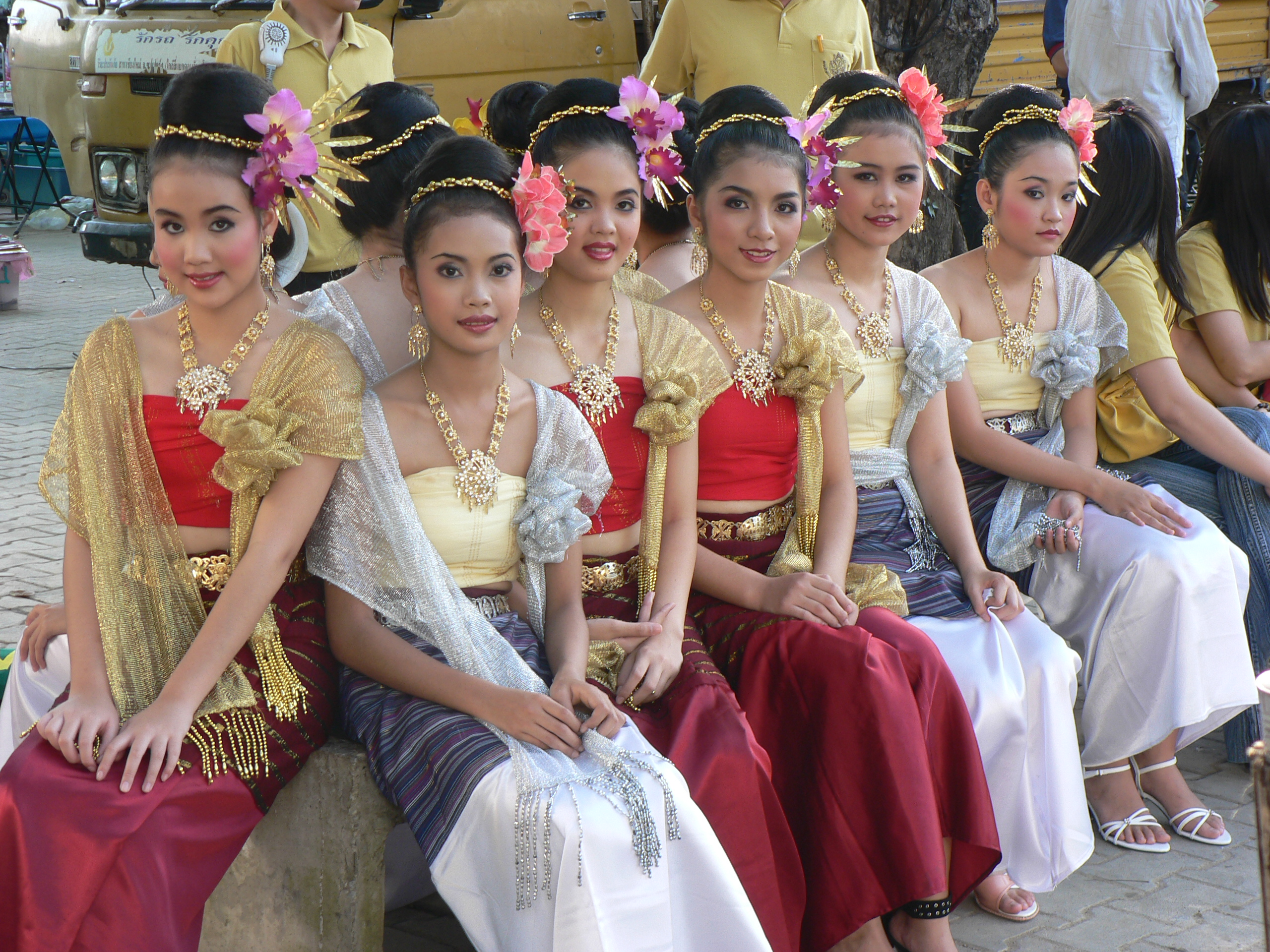
Filles thaïlandaises portant le "pha sin" du nord de la Thaïlande.

### Pha biang

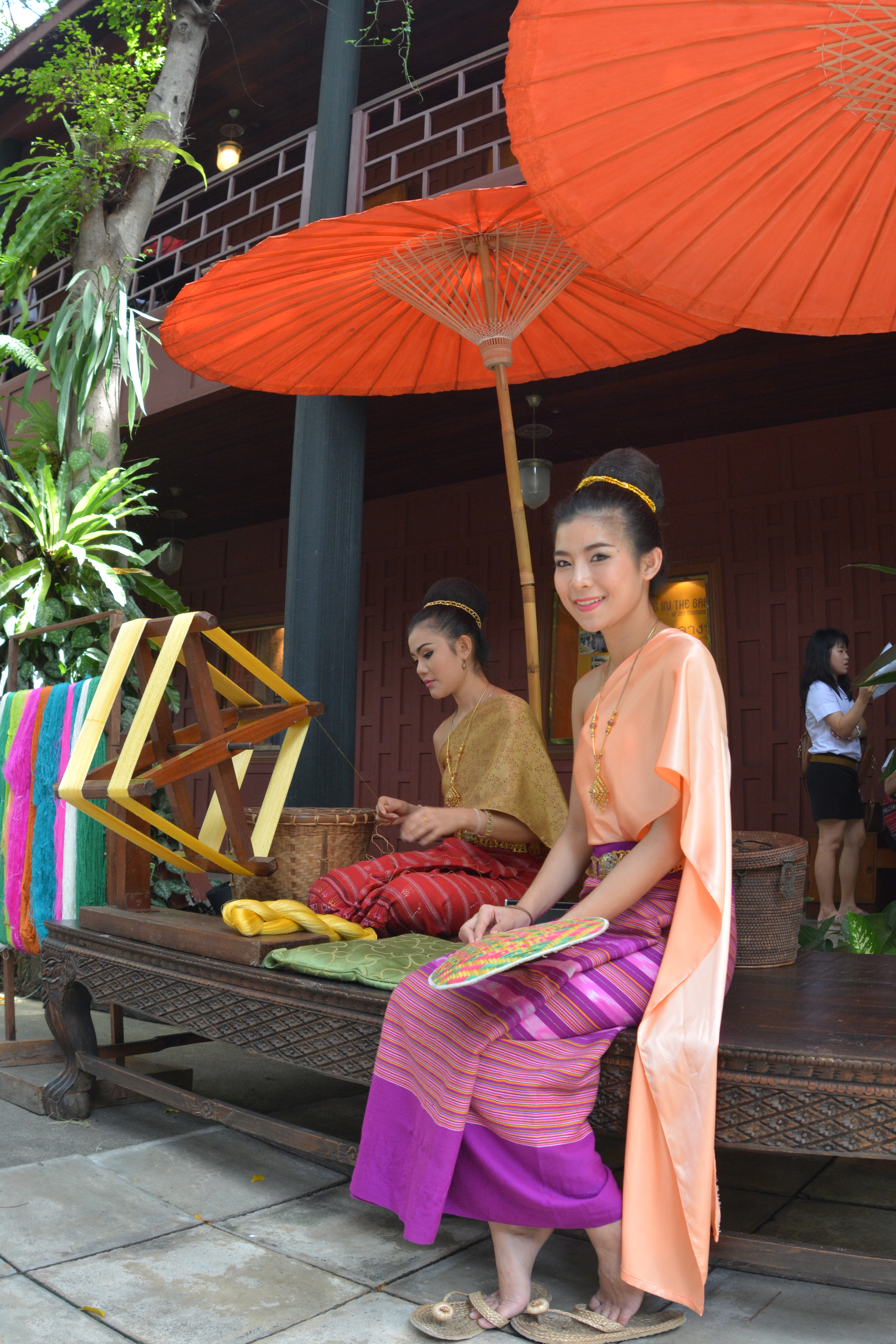
Femmes thaïlandaises portant Pha biang, Jim Thompson House.

Pha biang ( thaï : ผ้าเบี่ยง   Thai pronunciation: [pʰâː.bìaŋ] ) ou Sbai ( thaï : สไบ   Thai pronunciation: [sa.baj] ) est un vêtement semblable à un châle ou une étoffe de poitrine. Pha Biang peut être utilisé par les femmes ou les hommes. Le Pha Biang est également connu comme un long morceau de soie, d'environ un pied de large, drapé en diagonale autour de la poitrine en couvrant une épaule dont son extrémité tombe derrière le dos. Pha Biang peut être porté autour de la poitrine nue ou sur un autre tissu. La pratique de porter Pha Biang avec des costumes de l'époque victorienne était une pratique courante sous le règne du roi Chulalongkorn et a duré jusqu'au règne du roi Vajiravudh lorsque les vêtements occidentalisés sont devenus plus à la mode. Le port du Pha Biang comme vêtement quotidien a été officiellement interdit par Plaek Pibulsonggram lors de la réforme vestimentaire en Thaïlande.

### Suea pat
Suea pat (thaï : เสื้อปัด ; prononciation en Thaï: [sɯ̂a.pàt] ) est une chemise à manches longues sans boutons. Elle est portée en enveloppant le côté droit du pan avant de la chemise sur le côté gauche du pan avant, et les deux pans sont liés ensemble par des ficelles. Les suea pats sont généralement portés par les femmes du nord de la Thaïlande.

### Motif Raj

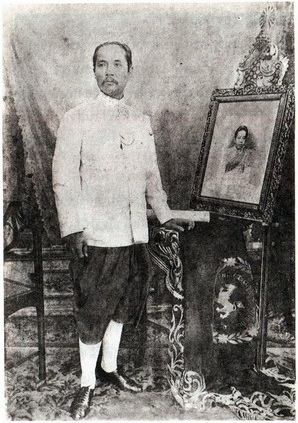
Le roi Chulalongkorn vêtu du costume à motif raj, composé d'une veste blanche de style Nehru avec cinq boutons et un pendentif pha chung.

Le motif Raj fait référence soit à un costume pour homme thaïlandais composé d'une veste blanche de style Nehru avec cinq boutons, d'un pha chung hang, de chaussettes  et de chaussures habillées (thaï : ชุดราชปะแตน , RTGS: chut ratpataen), ou à la forme spécifique de la veste elle-même (thaï : ราชปะแตน , RTGS: ratpataen). Il a été porté principalement à la fin du XIXe et au début du XXe siècle par les fonctionnaires du gouvernement et la classe supérieure de Bangkok, et est aujourd'hui utilisé dans certaines circonstances comme costume national.

## Costume formel
Le costume thaïlandais formel, ชุดไทยพระราชนิยม (RTGS : chut thai phra ratcha niyom, littéralement, « robe thaïlandaise de l'approbation royale »), comprend plusieurs ensembles de vêtements, conçus comme le costume national thaïlandais lors d'occasions formelles. Bien que décrit et destiné à être utilisé comme costume national, il est d'origine relativement moderne, ayant été conçu dans la seconde moitié du XXe siècle.